# Кооперативная улица (Королёв)
Кооперативная улица — улица в городе Королёв.

## История
Застройка улицы началась в 1965 году.  Улица застроена 5-этажными кирпичными жилыми домами.

## Трасса
Кооперативная улица начинается от улицы Дзержинского и заканчивается на Полевом проезде.

## Организации
- дом 8а: Бюро ремонта и обслуживания телефонов «ЦентрТелеком» № 3, Почтовое отделение «Королёв-5»
- дом 13а: «Любава», детский сад № 34 г. Королев

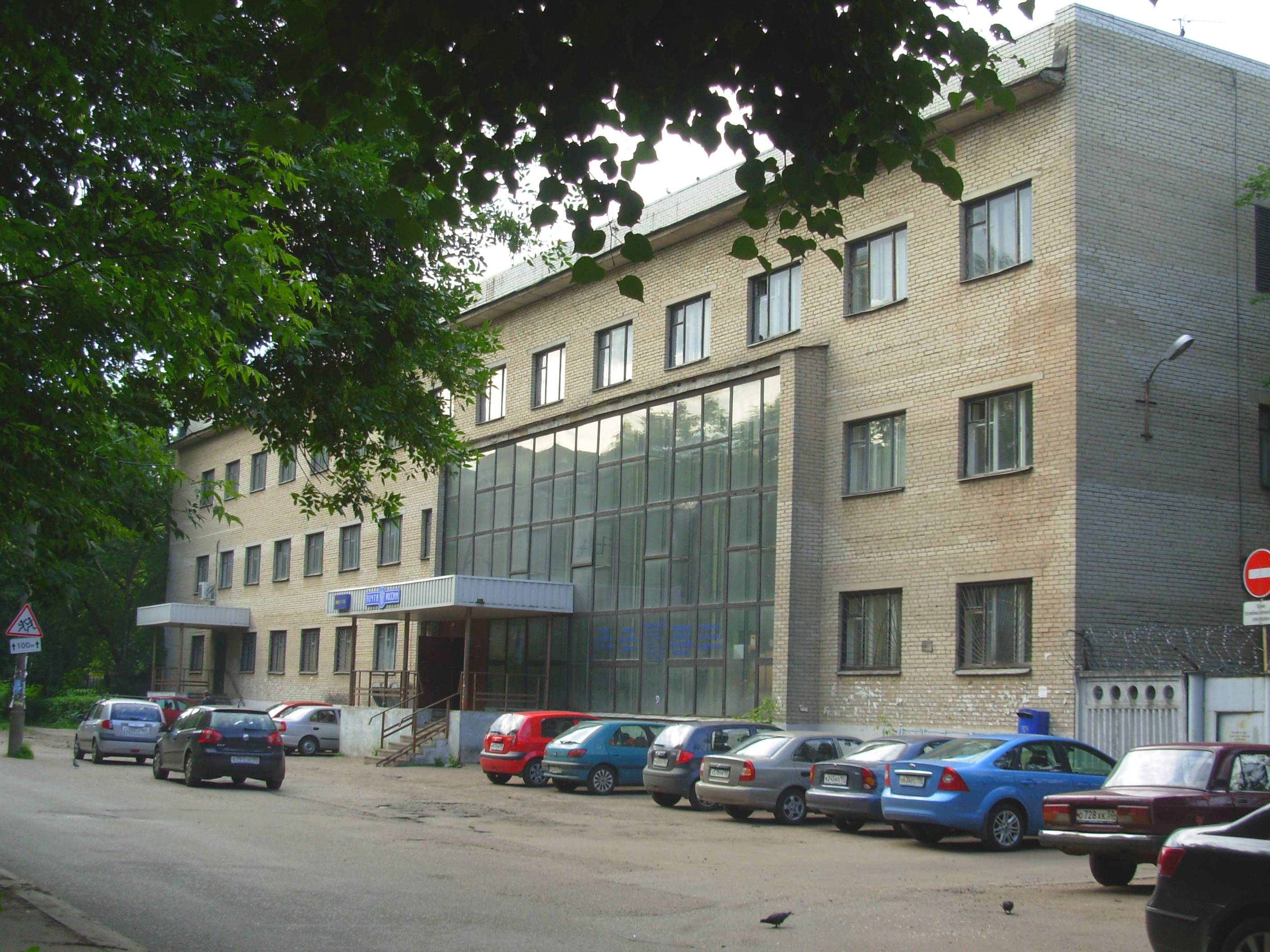
Почта на улице Кооперативная